# Референдум про незалежність Монголії (1945)
Референдум про незалежність (монг. Монгол Улсын тусгаар тогтнолын төлөө бүх ард түмний санал хураалт) було проведено в Монгольській Народній Республіці 20 жовтня 1945 року. Згідно з офіційною статистикою, він був схвалений 100 % виборцями, без голосів проти. Явка виборців склала 98,5 %.
Монголія здобула de facto незалежність від Китайської Республіки під час Монгольській революції 1921 року. Того року були вигнані останні китайські війська в країні російським білим генералом Романом фон Унгерн-Штернбергом, що викликало радянську інтервенцію. Монгольська Народна Республіка фактично була невизнаною державою — сателітом Радянського Союзу (СРСР).

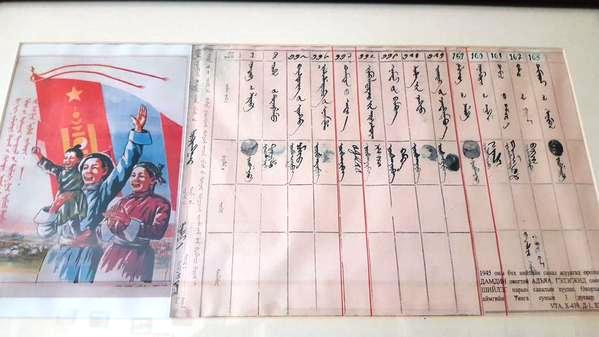
Пропаганда незалежності (ліворуч) та виборчий бюлетень (праворуч).

Під кінець Другої світової війни СРСР підштовхнув Китай до формального визнання status quo, погрожуючи активізувати монгольський націоналізм в Китаї. У китайсько-радянському договорі про дружбу і союз, підписаному 14 серпня 1945 року, Китай погодився визнати незалежність Монголії після успішного референдуму. Референдум обидві сторони (СРСР та Республіка Китай) розглядали як політичний театр.
| Вибір                      | Кількість голосів | %    |
| -------------------------- | ----------------- | ---- |
| За                         | 487 409           | 100  |
| Проти                      | 0                 | 0,0  |
| Недійсні/порожні голоси    | 0                 | —    |
| Усього                     | 487 409           | 100  |
| Зареєстровані виборці/явка | 494 960           | 98,5 |
| Джерело: Nohlen et al.     |                   |      |